# Faraklata
Faraklata  este un oraș în Grecia în prefectura Kefalonia.